# (12511) Patil
(12511) Patil est un astéroïde de la ceinture principale.

## Description
(12511) Patil est un astéroïde de la ceinture principale. Il est découvert le 20 mars 1998 à Socorro (Nouveau-Mexique) par le projet LINEAR.
Il présente une orbite caractérisée par un demi-grand axe de 2,30 UA, une excentricité de 0,19 et une inclinaison de 0,2° par rapport à l'écliptique.